# Paulo Celso Dias do Nascimento

Wappen von Paulo Celso Dias do Nascimento als Weihbischof in Rio de Janeiro

Paulo Celso Dias do Nascimento (* 14. April 1963 in Lagarto, Sergipe) ist ein brasilianischer Geistlicher und römisch-katholischer Bischof von Itaguaí.

## Leben
Paulo Celso Dias do Nascimento studierte am kirchlichen philosophischen Fakultät in Rio de Janeiro und an der Universidade Estadual do Ceará Philosophie und an der Universidade Católica do Salvador Katholische Theologie. Am 13. Mai 1989 empfing er das Sakrament der Priesterweihe für das Bistum Estância.
Nach Jahren in der Pfarrseelsorge nahm er 1997 an der Päpstlichen Katholischen Universität von Rio de Janeiro das Studium des Kanonischen Rechts auf und erwarb das Lizenziat in diesem Fach. Außerdem belegte er Kurse in Psychologie. Anschließend war er erneut in der Pfarr- und in der Krankenhausseelsorge tätig. Im Jahr 2012 wurde er in den Klerus des Erzbistums Rio de Janeiro inkardiniert. Bis zu seiner Ernennung zum Weihbischof war er Krankenhausseelsorger und Koordinator der Krankenpastoral im Erzbistum.
Am 27. Oktober 2017 ernannte ihn Papst Franziskus zum Titularbischof von Aguntum und zum Weihbischof im Erzbistum São Sebastião do Rio de Janeiro. Der Erzbischof von Rio de Janeiro, Orani João Kardinal Tempesta OCist, spendete ihm am 6. Januar 2018 die Bischofsweihe; Mitkonsekratoren waren der Erzbischof von Aracaju, João José da Costa OCarm, und der Bischof von Campina Grande, Dulcênio Fontes de Matos.
Papst Franziskus bestellte ihn am 19. April 2023 zum Bischof von Itaguaí. Die Amtseinführung erfolgte am 10. Juni desselben Jahres.